# Liste der Universitäten in Hawaii
Liste von Universitäten und Colleges im US-Bundesstaat Hawaiʻi:

## Staatliche Hochschulen
- University of Hawaiʻi System
  - University of Hawaiʻi at Hilo
  - University of Hawaiʻi at Mānoa
  - University of Hawaiʻi-West Oʻahu

## Private Hochschulen
- Argosy University
- Brigham Young University Hawaiʻi
- Chaminade University of Honolulu
- Hawaiʻi Pacific University
- Honolulu University
- International College and Graduate School
- University of the Nations